# Уорд (окръг, Тексас)
Окръг Уорд (на английски: Ward County) е окръг в щата Тексас, Съединени американски щати. Площта му е 2165 km², а населението - 10 909 души (2000). Административен център е град Монаханс.